# Ustka
Ustka (Duits: Stolpmünde) is een stad in het Poolse woiwodschap Pommeren, gelegen in de powiat Słupski. De oppervlakte bedraagt 10,14 km², het inwonertal 16.308 (2005).

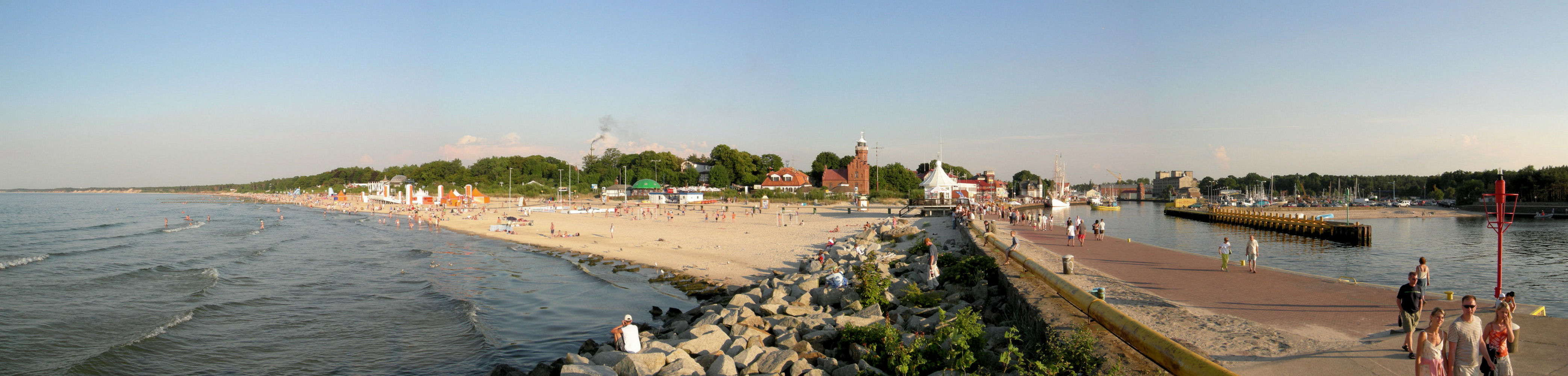
Overzicht van het strand en de haven van Ustka

## Verkeer en vervoer
- Station Ustka